# Врицен
Врицен (њем. Wriezen) град је у њемачкој савезној држави Бранденбург. Једно је од 45 општинских средишта округа Меркиш-Одерланд. Према процјени из 2010. у граду је живјело 7.809 становника. Посједује регионалну шифру (AGS) 12064512.

## Географски и демографски подаци
Врицен се налази у савезној држави Бранденбург у округу Меркиш-Одерланд. Град се налази на надморској висини од 10 метара. Површина општине износи 94,6 km². У самом граду је, према процјени из 2010. године, живјело 7.809 становника. Просјечна густина становништва износи 83 становника/km².

## Међународна сарадња
| Мјесто | Држава | Врста сарадње | Од    |
| ------ | ------ | ------------- | ----- |
|        | Пољска | контакт       | 1996. |
| Извор  |        |               |       |